# 白婆婆纳
白婆婆纳（学名：Veronica incana）为車前草科婆婆纳属下的一个种。

## 扩展阅读
- 維基物種上的相關：白婆婆纳